# Distretto di San Nicolás (Ancash)
Il distretto di San Nicolás è un distretto del Perù nella provincia di Carlos Fermín Fitzcarrald (regione di Ancash) con 3.922 abitanti al censimento 2007 dei quali 595 urbani e 3.327 rurali.
È stato istituito il 6 giugno 1983.